# SCUMM
SCUMM staat voor Script Creation Utility for Maniac Mansion en is een scriptingtaal, ontwikkeld door LucasArts (in die tijd nog bekend als Lucasfilm Games) voor de ontwikkeling van het grafisch adventure Maniac Mansion.
SCUMM is een combinatie tussen een game engine en een programmeertaal en biedt ontwerpers de mogelijkheid om locaties, voorwerpen en dialogen te maken zonder code te hoeven schrijven voor het uiteindelijke spel. Dit bood bovendien het voordeel dat het script en de datafiles hergebruikt konden worden voor andere platforms. SCUMM is bovendien een host voor andere ingesloten engines zoals iMUSE (staat voor interactive MUsic Streaming Engine), INSANE (INteractive Streaming ANimation Engine), CYST (in-game-animatie-engine), FLEM (plaatsen en benoemen van objecten in een locatie), MMUCUS. SCUMM is uitgegeven voor: 3DO, Amiga, Apple II, Atari ST, Commodore CDTV, Commodore 64, FM Towns Marty, Apple Macintosh, NES, MS-DOS/PC-DOS, Microsoft Windows, Sega Mega-CD en TurboGrafx-16/PC Engine

## Geschiedenis
De oorspronkelijke versie was gemaakt door Aric Wilmunder en Ron Gilbert in 1987. Latere versies zijn verbeterd door Aric Wilmunder (alias the SCUMM Lord) en diverse anderen.
SCUMM werd vervolgens hergebruikt in vele latere LucasArts-adventure games, geüpdatet en zelfs herschreven. Er zijn minimaal 10 versies bekend van de SCUMM-engine, genummerd als "version 0" (voor de originele Commodore 64-versie van Maniac Mansion), "version 1", "version 1.5" (voor de NES-versie van Maniac Mansion), en "version 2" tot en met "version 8". LucasArts verliet de SCUMM-engine in 1998 toen ze overstapten naar GrimE, gebruikmakend van de gratis software-scriptingtaal Lua, voor de games Grim Fandango en Escape from Monkey Island.
Er zijn minstens een klein aantal onofficiële klonen van de engine, zoals een BASIC/6502 assembly-kloon voor de Apple II, gebruikt in een spel onder de naam "Terminal Boredom."

## Ontwerp
De meeste SCUMM-games maken gebruik van een werkwoord-voorwerp-constructie. Het spelkarakter heeft een inventaris en de wereld is voorzien van talloze objecten waarmee de speler interactief kan werken. Daarnaast kon dan met een lijst werkwoorden gebruikgemaakt worden van die voorwerpen. In het begin was dit een uitgebreide lijst, maar gedurende de tijd werd het lijstje steeds kleiner, tegen de tijd van The Curse of Monkey Island was het teruggebracht naar het gebruik van ogen (Look At, Look Through, Look inside), handen (Use, Grab, Push, Pull, Touch) of de mond (Talk to, Eat, Drink, Inhale).
De puzzels bestaan in het algemeen uit het in correcte combinatie gebruiken van voorwerpen met het juiste werkwoord en eventueel een ander voorwerp. Door te klikken werden de zinnen automatisch gevormd, zoals: "use biscuit cutter with another rubber tree".
"Talk to" produceert een dialoog, waarin de speler kiest uit een lijst met voorgedefinieerde zinnen die hij wil zeggen.
Een uitzondering hierop is Loom, dat geen gebruik maakte van de combinatie werkwoord-voorwerp, maar van een magische toverfluit waarbij de gekozen noten zorgden voor een bepaalde actie.